# Herb gminy Zblewo
Herb gminy Zblewo – symbol gminy Zblewo.

## Wygląd i symbolika
Herb przedstawia na tarczy podzielonej w pas w górnym polu koloru złotego czerwoną sylwetkę kościoła św. Michała Archanioła w Zblewie i zieloną ścianę lasu świerkowego. W dolnym polu koloru zielonego umieszczono trzy złote kłosy zboża, tworzące literę „Z”. Podział herbu symbolizuje podział gminy na część rolniczą i turystyczną. las – położenie na skraju Borów Tucholskich, a kłosy zboża – rolniczy charakter gminy. 